# Kvarteret Neptunus större

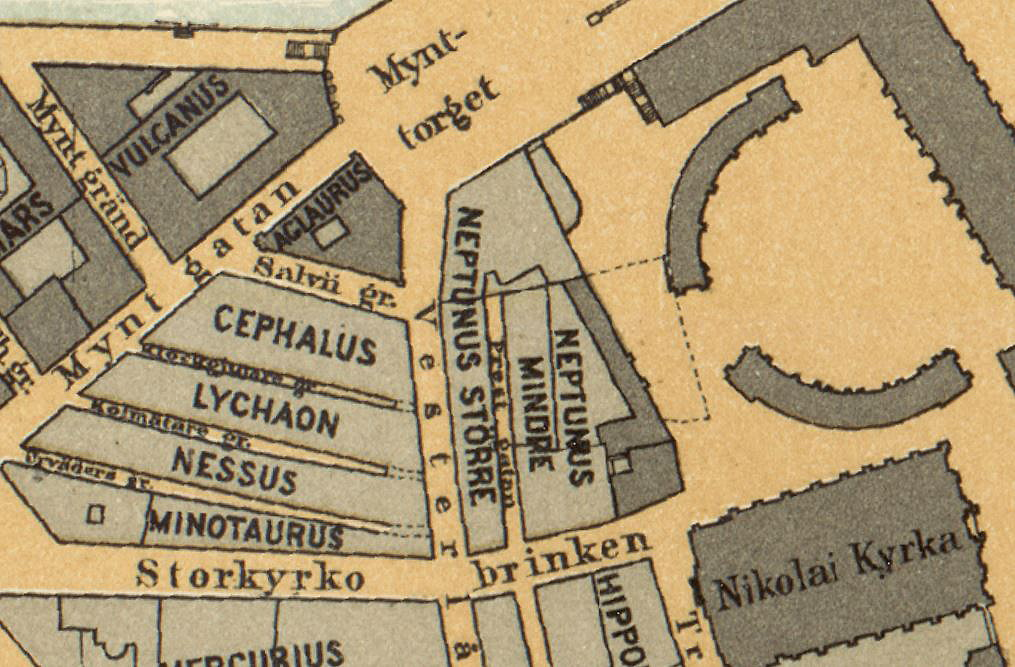
Neptunus större och mindre 1899.

Neptunus större (inklusive det äldre kvarteret Neptunus mindre) är ett kvarter i Gamla stan i Stockholm. Kvarteret omges av Västerlånggatan i väster, Storkyrkobrinken i söder, Högvaktsterrassen i öster och Mynttorget i norr. Kvarteret genomskärs delvis av Prästgatans nordligaste del.

## Namnet
Kvartersnamnet Neptunus härrör från Neptunus som var en havsgud och sjöfararnas gud i romersk mytologi. Hans motsvarighet i den grekiska mytologin var Poseidon.

## Kvarteret
Huvuddelen av husen i kvarteret är uppförda under 1600-talet och har medeltida rester i källarvalv och grundmurar. Redan under sen medeltid fanns här verksamheter som smedjor, skrädderi, skomakeri och sämskmakeri. Från slutet av 1600-talet och under 1700-talet ägdes husen mestadels av handelsmän som hade sin bostad i de övre våningarna och bedrev handel i bodarna utmed gatan. Mantalslängder och brandförsäkringsprotokoll berättar att guldsmeder, perukmakare och sockerbagare var verksamma här.
Neptunus Större och mindre bestod ursprungligen av 13 fastigheter, idag består det sammanslagna kvarteret Neptunus större av tre fastigheter: 12, 13 och 14. "Neptunus större 14" utgörs av byggnaderna mot Västerlånggatan och Mynttorget, och är byggnadsminnesmärkt. Likaså "Neptunus större 12 och 13" med bland andra byggnaderna Beijerska huset och Oxenstiernska palatset.

## Byggnader (urval)
- Oxenstiernska palatset
- Beijerska huset
- Skandiahuset, Mynttorget
- Västerlånggatan 7

## Bilder

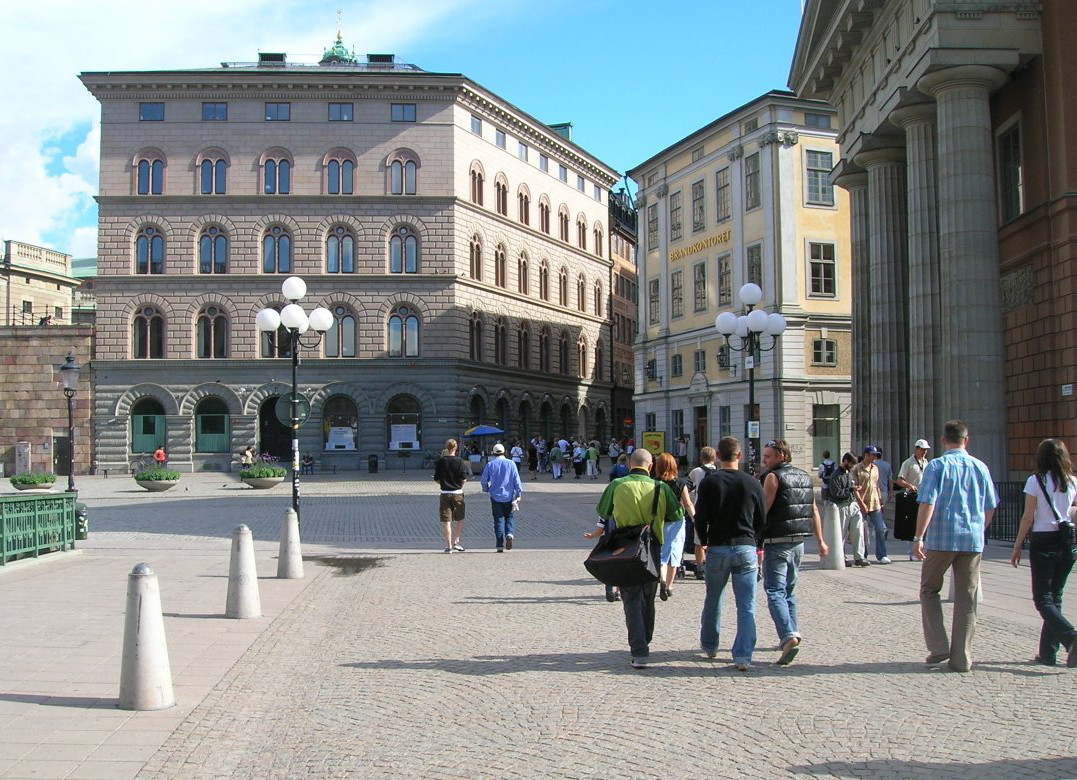
Skandiahuset mot Mynttorget.
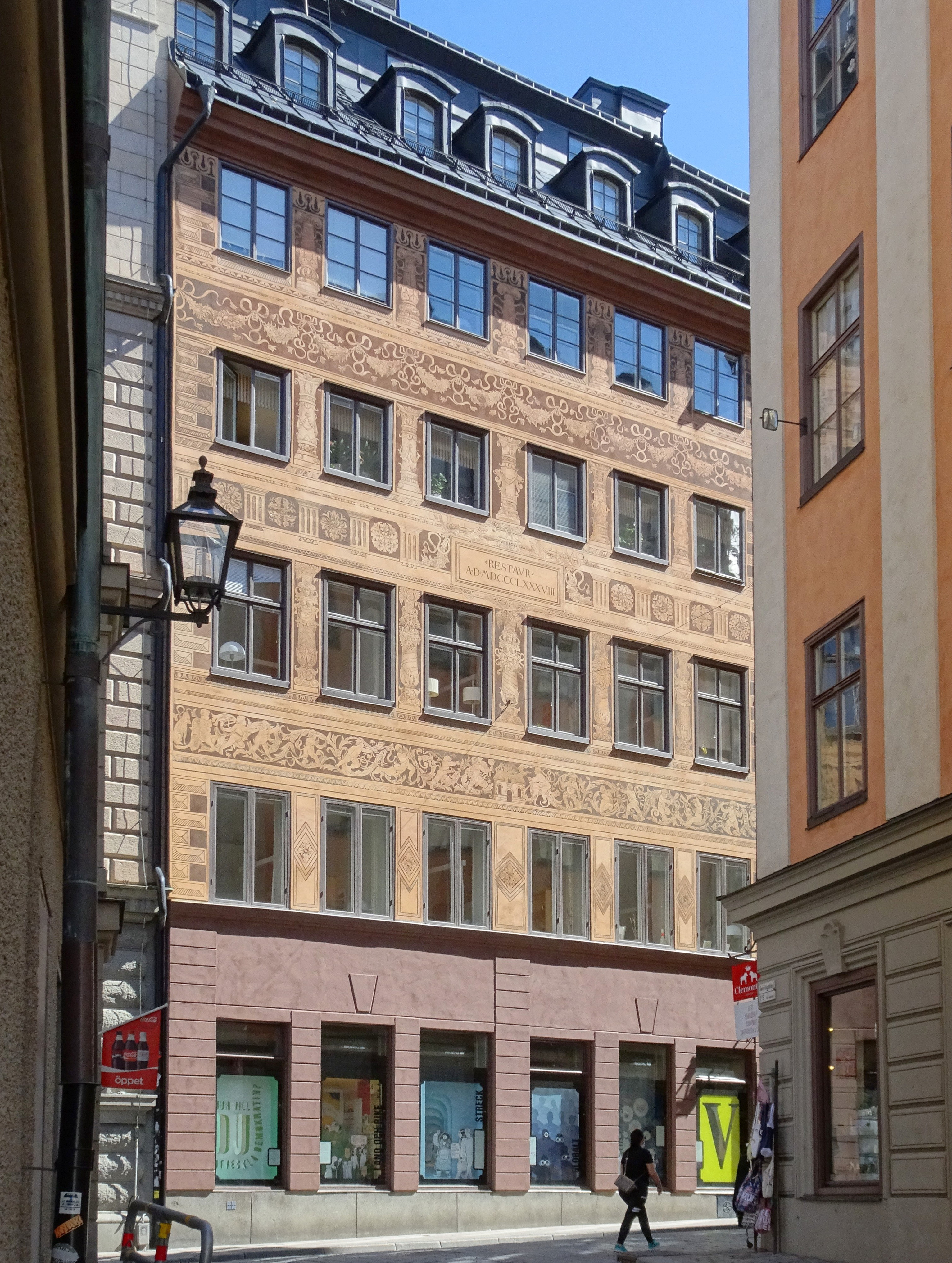
Västerlånggatan 7.
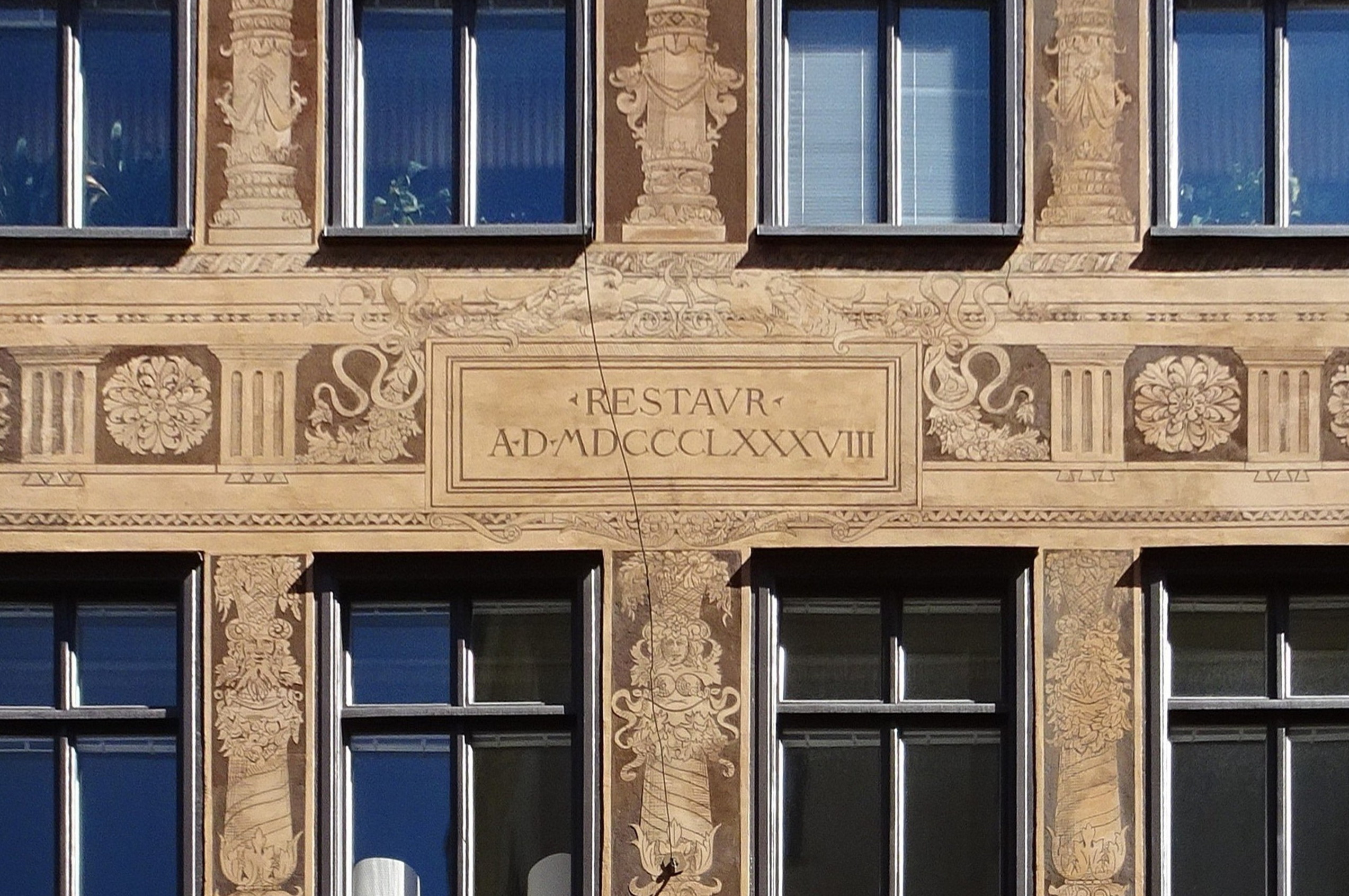
Västerlånggatan 7, fasaddetalj. (MDCCCLXXXVIII = 1888)
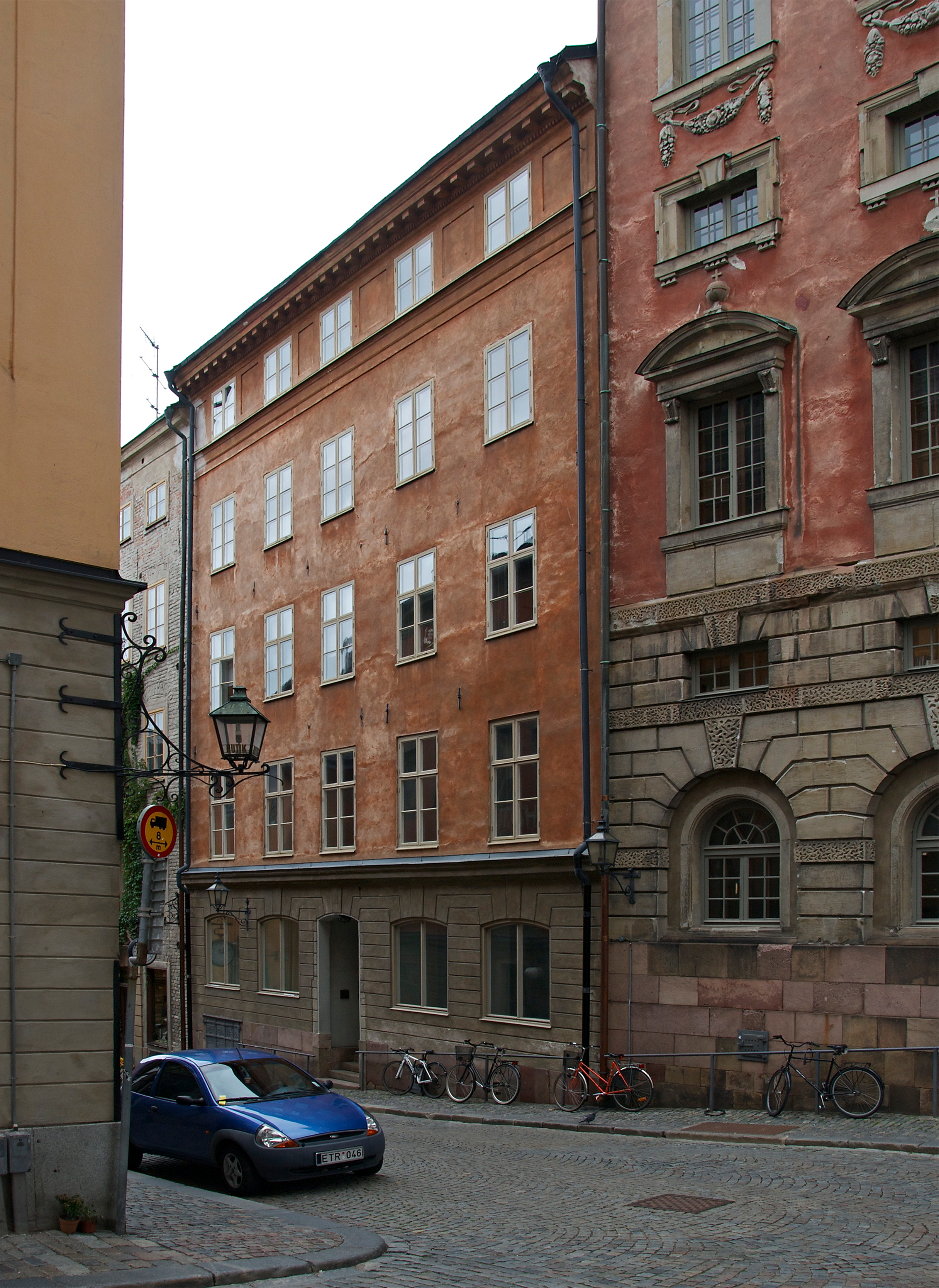
Beijerska huset.
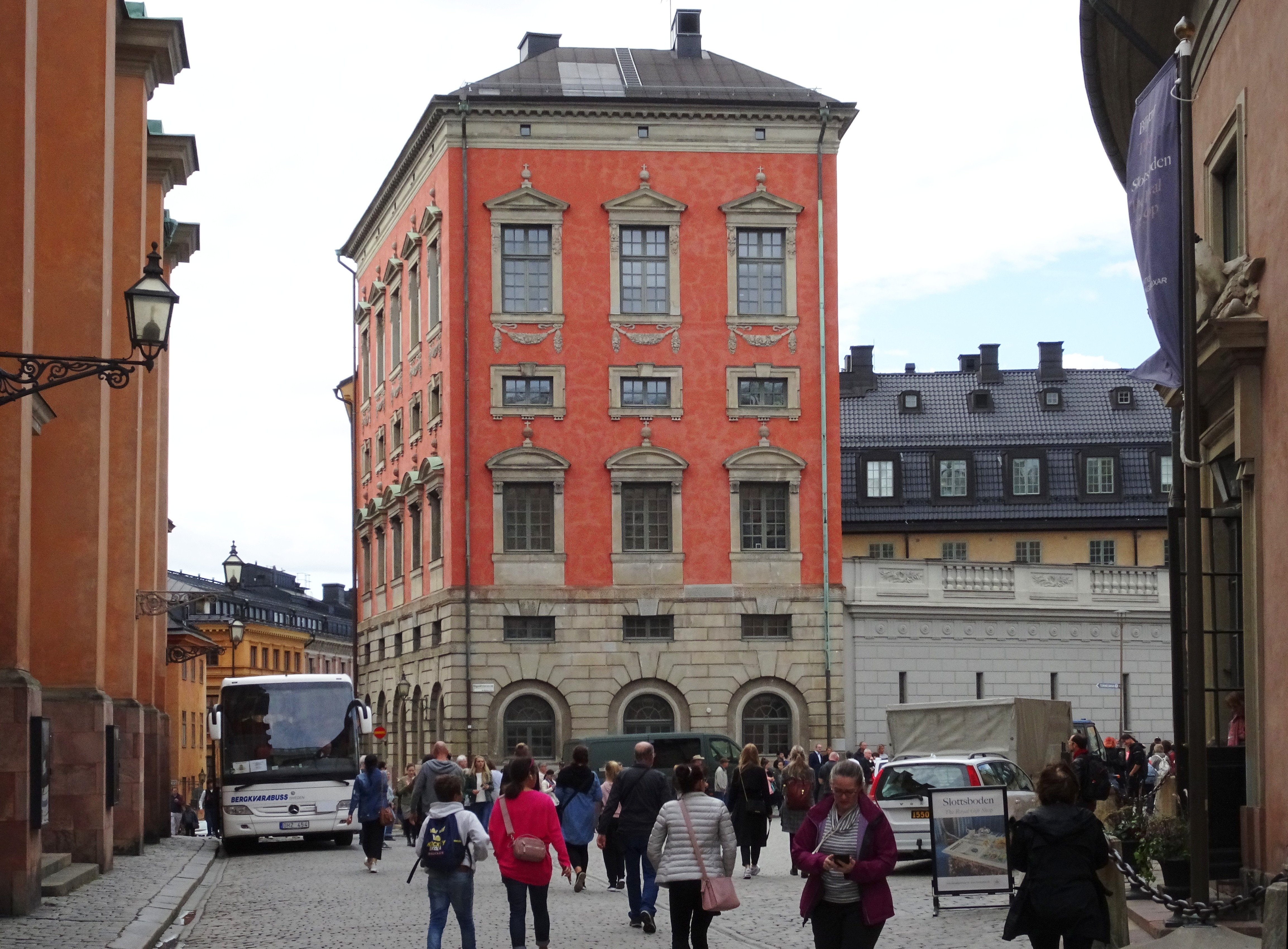
Axel Oxenstiernas palats.